# Incidente del Boeing 737 della Coulson Aviation
Il 6 febbraio 2023, un Boeing 737-300 di proprietà della Coulson Aviation utilizzato per la lotta agli incendi è precipitato nel parco nazionale del fiume Fitzgerald, nella Great Southern Region dell'Australia Occidentale. I due membri dell'equipaggio a bordo, entrambi piloti, sono sopravvissuti con lievi ferite e sono stati portati in ospedale. L'incidente ha causato la prima perdita di un Boeing 737 in Australia.

## L'aereo
Il velivolo coinvolto nell'incidente era un Boeing 737-300 di 27 anni, con numero di serie 28035 e registrato N619SW. Era stato consegnato nuovo alla Southwest Airlines nel novembre 1995, compagnia aerea con la quale ha operato fino al suo ritiro nell'agosto 2017. Nel corso dello stesso mese è stato trasferito alla Coulson Aviation e, dopo un periodo di stoccaggio e conversione, ha iniziato ad operare come aereo antincendio nel luglio 2022.

## L'incidente
Il 6 febbraio 2023, alle ore 12:08, il velivolo coinvolto nell'incidente è decollato dall'aeroporto di Busselton-Margaret River chiamato a spegnere un incendio vicino a Hopetoun. Durante il volo verso il rogo, l'aereo è salito a 29 000 piedi (8 800 m) di quota, prima di scendere a circa 700 piedi (210 m) sopra la zona dell'incendio per scaricarvi il ritardante. Il velivolo è ritornato allo stesso aeroporto alle 13:26. Alle 13:50 è decollato con la stessa missione del volo precedente. Il Boeing è uscito dall'area ed è tornato alla base alle 15:08, dopo essere sceso nuovamente sopra la zona dell'incendio.
Successivamente l'aereo è decollato una terza volta alle 15:32. Questa volta l'aerocisterna è scesa due volte sulla zona dell'incendio e si è schiantato alle 16:14 mentre eseguiva la seconda discesa sopra il parco nazionale del fiume Fitzgerald.

## Le indagini
In seguito all'incidente l'Australian Transport Safety Bureau ha annunciato la costituzione di una squadra con investigatori di Perth e Canberra per indagare sull'incidente.
Un rapporto preliminare dell'indagine pubblicato il 3 maggio 2023 affermava che l'aereo aveva urtato una cresta mentre sganciava ritardante a bassa quota. Pochi secondi prima, i piloti avevano tentato di sollevare il velivolo, ma i motori non avevano avuto il tempo sufficiente per accelerare. Dopo che il velivolo era scivolato fino a fermarsi, i piloti erano riusciti a fuggire attraverso il finestrino della cabina di pilotaggio di sinistra, riportando solo lievi ferite.
Il 6 novembre 2024 è stato pubblicato il rapporto finale, che ha stabilito che l'incidente è stato causato da un volo controllato contro il suolo (CFIT) dovuto a errori dei piloti dopo uno stallo aerodinamico.